# 산병

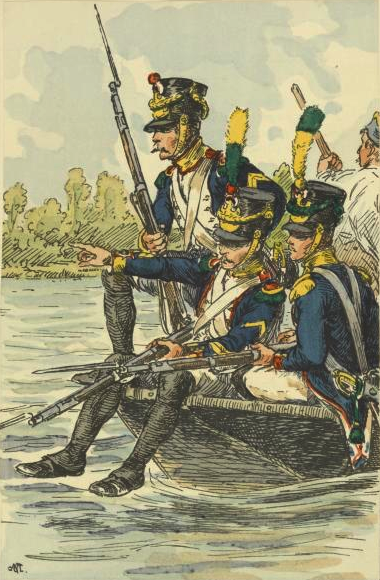
바그람 전투가 시작되기 전 다뉴브강을 건너는 프랑스 산병(볼티죄르).

산병(散兵, skirmisher)이란 전체 군부대의 앞 또는 측면에서 행동하는 소규모 부대이다. 산병들이 적을 저지하는 위치를 산병선(散兵線, skirmish line)이라 하고, 산병들간의 전투를 산병전(散兵戰, skirmish)이라 한다.

## 같이 보기
- 전투
- 군사 전술 목록
- 습격
- 소총수